# اختر میرزا
اختر میرزا (انگلیسی: Akhtar Mirza) کارگردان و فیلمنامه‌نویس هندی بود که در فیلم‌های بالیوود فعالیت می‌کرد. اختر به خاطر فیلم وقت (۱۹۶۵)، برنده جازه فیلم‌فیر برای بهترین داستان گردید. او پدر سعید اختر میرزا، کارگردان برنده جایزه ملی فیلم برای بهترین کارگردانی و عزیز میرزا فیلمساز موفق تجاری است که عزیز میرزا فردی بود که موجب شروع حرفه بازیگری شاهرخ خان گردید.

## فیلم‌شناسی
به عنوان نویسنده
- ۱۹۵۰ چشم‌های مشتاق (داستان)
- ۱۹۵۷ عصر جدید (فیلم ۱۹۵۷) (فیلمنامه / داستان)
- ۱۹۶۵ وقت (داستان)
- ۱۹۷۳ نجیب (فیلمنامه)
- ۱۹۷۳ مه (فیلمنامه و داستان)